# والسا
والسا (به اسپانیایی: Walsa) یک کوه در پرو است که در Peru, Junín Region قرار دارد. والسا ۴٬۸۰۰ متر بالاتر از سطح دریا واقع شده است.